# Mitochondrial Replacement Therapy
Die Mitochondrial Replacement Therapy (MRT), deutsch Mitochondrien-Austauschtherapie, ist eine medizinische Technologie, um bei der künstlichen Befruchtung fehlerhafte Mitochondrien der Eizelle der Mutter durch intakte Mitochondrien einer anderen Frau auszutauschen.
Es gibt drei Verfahren:
- maternal spindle transfer (MST)
- pronuclear transfer (PNT)
- polar body transfer (PBT)

Das erste im Rahmen dieser Therapie am Institute for Reproductive Medicine and Science des Saint Barnabas Medical Centre in New Jersey gezeugte Kind, Emma Ott, kam 1997 zur Welt.